# Russische parlementsverkiezingen 2003
Op 7 december 2003 werden parlementsverkiezingen gehouden in de Russische Federatie. De verkiezingen draaiden om de 450 zetels van de Staatsdoema, het lagerhuis van de Federatieve Vergadering (de wetgevende macht).

## Verloop
Zoals vooraf verwacht, won de pro-Poetinpartij Verenigd Rusland het grootste aantal stemmen en zetels, waardoor de meeste andere partijen slechts een marginale positie kregen binnen de Staatsdoema. Formeel kreeg Verenigd Rusland 221 zetels, maar de meeste van de marginale partijen en "onafhankelijke" kandidaten vormden in feite beschermelingen of sympathisanten van president Poetin. De verkiezingen gaven Poetin daarmee volledige controle over het lagerhuis van de wetgevende macht.
Van de overige partijen bleef de Communistische Partij de grootste, maar deze verloor wel een substantieel deel van haar kiezers. De extreemrechtse Liberale Democratische Partij vergrootte haar positie met een paar afgevaardigden. De liberale partij Jabloko verloor het merendeel van haar zetels en kwam onder de minimumgrens van 5% terecht. Leiders van Jabloko beschuldigden de Verkiezingscommissie van fraude en omdat alle exitpolls en parallelle tellingen aangaven dat de partij rond de 6% zou uitkomen. De enige andere significante partij is de unie Rodina (Moederland-Nationale Pattriotistische Unie), een los verband van regionale partijen.

## Overzicht stemmen en zetels

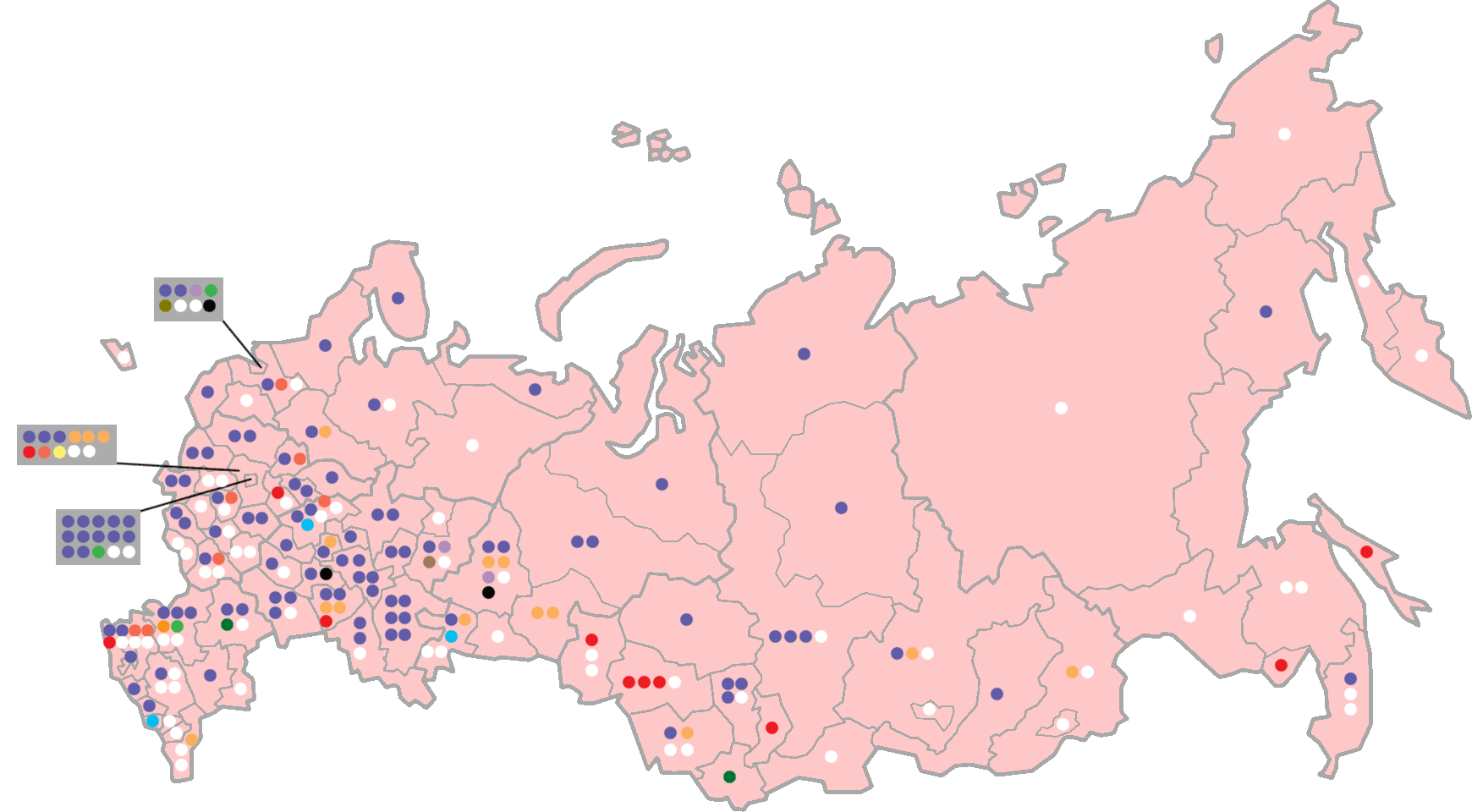
Distributie van de zetels. Klik op de afbeelding voor de bijhorende legenda.

| Samenvatting van de parlementsverkiezingen van 7 december 2003 | Samenvatting van de parlementsverkiezingen van 7 december 2003 | Samenvatting van de parlementsverkiezingen van 7 december 2003 | Samenvatting van de parlementsverkiezingen van 7 december 2003 | Samenvatting van de parlementsverkiezingen van 7 december 2003 |
| Partijen en coalities                                          | Partijen en coalities                                          | Stemmen                                                        | Procentueel                                                    | Zetels                                                         |
| -------------------------------------------------------------- | -------------------------------------------------------------- | -------------------------------------------------------------- | -------------------------------------------------------------- | -------------------------------------------------------------- |
| Verenigd Rusland (Jedinaja Rossija)                            | Verenigd Rusland (Jedinaja Rossija)                            | 22.529.459                                                     | 38,0                                                           | 222                                                            |
| Communistische Partij van de Russische Federatie               | Communistische Partij van de Russische Federatie               | 7.622.568                                                      | 12,8                                                           | 51                                                             |
| Liberale Democratische Partij van Rusland                      | Liberale Democratische Partij van Rusland                      | 6.923.444                                                      | 11,7                                                           | 37                                                             |
| Moederland-Nationale Patriottistische Unie                     | Moederland-Nationale Patriottistische Unie                     | 5.443.053                                                      | 9,2                                                            | 37                                                             |
| Jabloko                                                        | Jabloko                                                        | 2.601.549                                                      | 4,4                                                            | 4                                                              |
| Unie van Rechtse Krachten                                      | Unie van Rechtse Krachten                                      | 2.390.868                                                      | 4,0                                                            | 3                                                              |
| Agrarische Partij van Rusland                                  | Agrarische Partij van Rusland                                  | 2.201.806                                                      | 3,7                                                            | 3                                                              |
| Coalitie:                                                      | Partij voor de Russische Gepensioneerden                       | 1.869.729                                                      | 3,1                                                            | 1                                                              |
| Coalitie:                                                      | Russische Sociale Rechtvaardigheidspartij                      | 1.869.729                                                      | 3,1                                                            | 1                                                              |
| Coalitie:                                                      | Partij van de Hergeboorte van Rusland                          | 1.137.193                                                      | 1,9                                                            | 3                                                              |
| Coalitie:                                                      | Russische Partij van het Leven                                 | 1.137.193                                                      | 1,9                                                            | 3                                                              |
| Volkspartij van de Russische Federatie                         | Volkspartij van de Russische Federatie                         | 707.434                                                        | 1,2                                                            | 16                                                             |
| Eenheid                                                        | Eenheid                                                        |                                                                | 1,2                                                            |                                                                |
| Anderen en niet-partizanen                                     | Anderen en niet-partizanen                                     |                                                                | .                                                              | 74                                                             |
| Totaal (opkomst 54,7%)                                         | Totaal (opkomst 54,7%)                                         | 59.297.970                                                     |                                                                | 450                                                            |
| Geregistreerde stemgerechtigden                                | Geregistreerde stemgerechtigden                                | 108.404.870                                                    |                                                                |                                                                |
| Bron: Russische Verkiezingscommissie                           |                                                                |                                                                |                                                                |                                                                |